# Pfarrhaus (Adelzhausen)

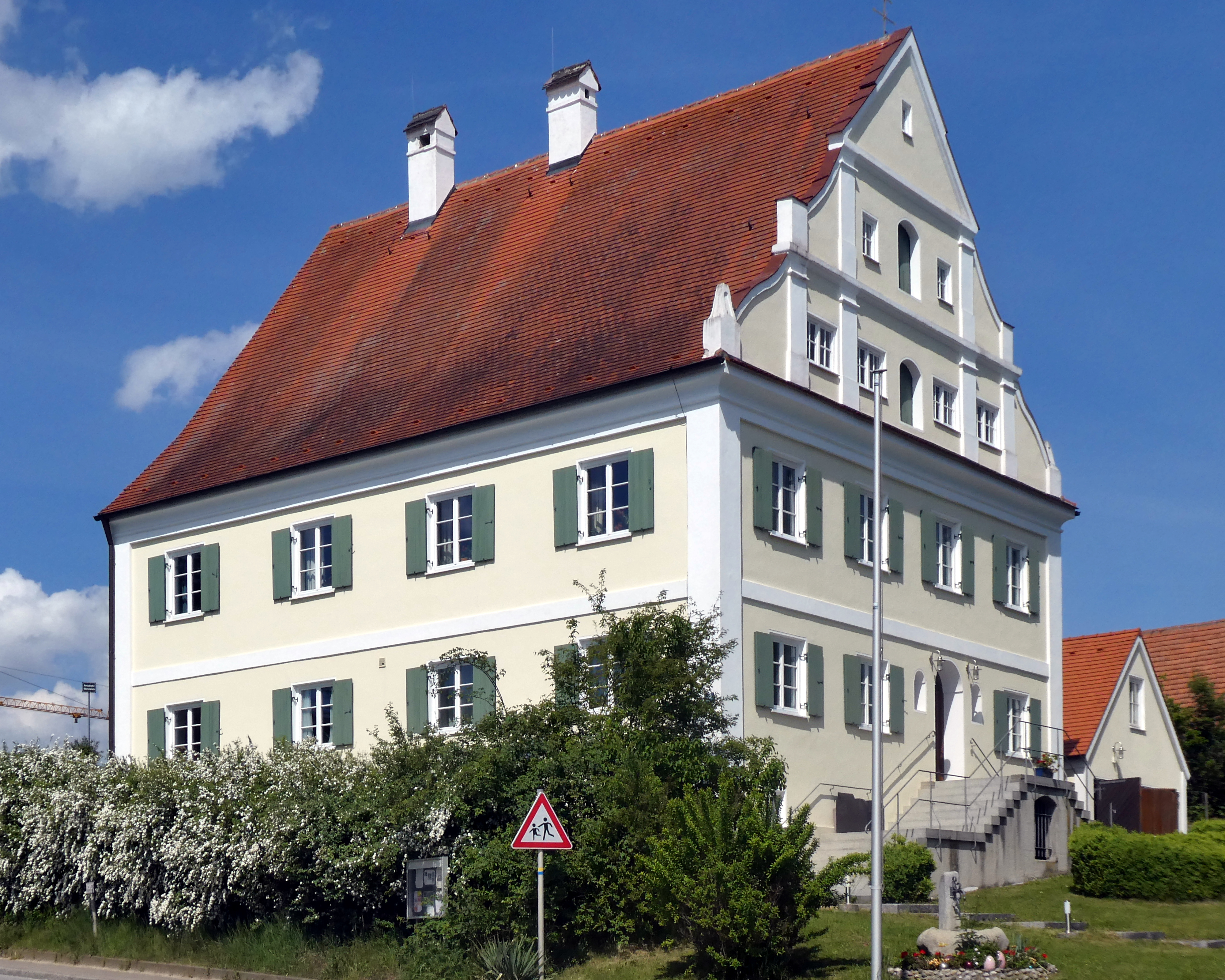
Pfarrhaus in Adelzhausen

Das Pfarrhaus in Adelzhausen, einer Gemeinde im schwäbischen Landkreis Aichach-Friedberg in Bayern, wurde 1708 errichtet. Das erhöht gelegene Pfarrhaus an der Aichacher Straße 10 ist ein geschütztes Baudenkmal.
Der zweigeschossige Satteldachbau mit lisenengegliedertem Schweifgiebel, Putzbändern und zwei Aufzugsluken besitzt vier zu vier Fensterachsen. Es wurde unter dem Fürstabt des Klosters Fürstenfeld Kasimir Kramer (1705–1714) errichtet. 
Der Dachstuhl wurde im 19. Jahrhundert und das Innere des Gebäudes bei der Renovierung im Jahr 2000 erneuert.